# Strychnos talbotiae
Strychnos talbotiae là một loài thực vật có hoa trong họ Mã tiền. Loài này được S. Moore miêu tả khoa học đầu tiên năm 1913.